# Barbara Armbrust
Barbara Armbrust (* 13. August 1963 in St. Catharines, Ontario) ist eine ehemalige kanadische Ruderin. 
Die 1,80 m große Barbara Armbrust belegte mit dem kanadischen Achter den vierten Platz bei den Junioren-Weltmeisterschaften 1980, 1981 belegte sie den siebten Platz sowohl mit dem Vierer mit Steuerfrau als auch mit dem Achter. Zwei Jahre später erreichte sie zusammen mit Gail Cort, Jane Tregunno, Kathy Lichty und Steuerfrau Lesley Thompson den vierten Platz im Vierer mit Steuerfrau bei den Weltmeisterschaften hinter den Booten aus der DDR, aus Rumänien und aus der Sowjetunion. 
Wegen des Olympiaboykotts der Ostblockstaaten waren von den vor den Kanadierinnen platzierten Booten der Weltmeisterschaften 1983 nur die Rumäninnen auch bei den Olympischen Spielen 1984 in Los Angeles am Start. Zwei Sekunden hinter den rumänischen Olympiasiegerinnen erkämpften Marilyn Brain, Angela Schneider, Barbara Armbrust, Jane Tregunno und Steuerfrau Lesley Thompson die Silbermedaille vor den Australierinnen. Bei den Weltmeisterschaften 1985 siegte der DDR-Vierer vor den Rumäninnen, dahinter gewannen Lisa Robertson, Barbara Armbrust, Christina Clarke, Patricia Smith und Lesley Thompson die Bronzemedaille. 1986 beendete Barbara Armbrust ihre aktive Karriere.